# النحوة
النحوة هي منطقة تابعة إداريًا لإمارة الشارقة إحدى الإمارات السبع لدولة الإمارات العربية المتحدة، تقع النحوة داخل حدود ولاية مدحاء العمانية المحاطة كليا بدولة الإمارات العربية المتحدة والمفصولة عن البر الرئيس لسلطنة عمان.
للوصول إليها من طريق الفجيرة - خورفكان وقبل الوصول إلى لخورفكان يتعين على المسافرين والزوار الإتجاه يسارا نحو مدخل ولاية مدحاء العمانية ومتابعة المسير إلى مدحاء الجديدة ومن هناك وبطول حوالي 5 كلم يوجد طريق متعرج يؤدي إلى النحوة حيث ترشد اللوحات المرورية، وبعد عبور الحدود الفاصلة ب80 متر(لا يوجد جوازات أو جمارك) يوجد مركز شرطة النحوة، يتغير إرسال الهاتف المتحرك من شبكات دولة الإمارات إلى الشبكة العمانية تماما كما يحدث على طريق دبي - حتا عند عبور ولاية محضة العمانية.